# Ефремов, Михаил Евдокимович
Михаил Евдокимович Ефремов (1934—2004) — горнорабочий очистного забоя шахты «Коммунист-Новая» комбината «Шахтёрскантрацит», Герой Социалистического Труда.

## Биография
Родился 15 мая 1934 года в деревне Буда Рославльского района в крестьянской семье. Русский. Член КПСС с 1962 года.
Окончил среднюю школу. Работал трактористом Екимовичской МТС. В 1953—1956 гг. служил в Советской Армии. После демобилизации приехал в Донбасс. С 1956 по 1959 год трудился на шахте № 17 треста «Донецкуголь». Овладел несколькими смежными горняцкими специальностями.
С 1959 по 1984 год работал на шахте «Коммунист-Новая» комбината «Шахтёрскантрацит» Донецкой области. Был горнорабочим, бригадиром комплексной бригады рабочих очистного забоя. В 1966 году награждён орденом «Знак Почёта», в 1963 году — знаком «Шахтёрская слава» III степени, в 1969 году — II степени, в 1972 году — I степени. В 1970 году ему присвоено почётное звание «Заслуженный шахтёр Украинской ССР».
Указом Президиума Верховного Совета СССР от 30 марта 1971 года за выдающиеся успехи в выполнении заданий пятилетнего плана по развитию угольной промышленности М. Е. Ефремову присвоено звание Героя Социалистического Труда.
В 1977 году по болезни была установлена инвалидность, в шахте было запрещено работать. С 1977 по 1980 год — начальник отдела кадров. В 1981 году заочно окончил Московский горный институт (сейчас – Горный институт НИТУ «МИСиС»). В 1980—1984 гг. — старший инженер отдела снабжения шахты. С 1984 года — персональный пенсионер союзного значения
Принимал активное участие в работе партийных, советских и профсоюзных организаций Делегат XXV съезда КПСС, XXIV съезда Компартии Украины. Избирался членом Донецкого областного, Харцызского городского комитетов партии, депутатом городского Совета народных депутатов. Почётный гражданин посёлка Горное. Почётный шахтёр польской шахты «Яна».
Жил в п. Горное Харцызского района Донецкой области.